# Konflikt v Severním Irsku (1998–současnost)
Konflikt v Severním Irsku skončil de iure Velkopáteční dohodou v roce 1998. Mír se však od té doby nedaří zcela nastolit.

## Události

### 1998
- 10. duben – Velkopáteční dohoda uzavřená mezi britskou a irskou vládou a osmi politickými stranami.[1]
- 22. květen – Mírová dohoda schválena v referendu, získala podporu 71 procent voličů provincie.[1]
- 25. červen – Volby do nového Severoirského shromáždění; podle konečných výsledků získali stoupenci mírové dohody 80 křesel a její odpůrci 28.[1]
- 15. srpen – Exploze automobilu v severoirském Omaghu zabila 29 lidí a zranila 220 při nejhorším atentátu v historii provincie.[1] K odpovědnosti se přihlásila frakce Pravá IRA, o den později vyhlásila okamžité příměří.[1]
- 14. září – První zasedání Severoirského shromáždění.[1]
- 10. prosinec – John Hume a David Trimble převzali Nobelovu cenu za mír.[2][3]
- 18. prosinec – První z hlavních teroristických organizací, probritský Sbor loajalistických bojovníků (LVF), začala skládat zbraně.[1]

### 1999
- 22. květen – Čtyři osoby byly lehce zraněny, když časně ráno explodovala nálož v katolické čtvrti Belfastu.[4] Oznámila to místní policie.[4] Trhavina byla umístěna poblíž dvou barů, kde se také nacházeli všichni zranění.[4] Postižení byli převezeni do nemocnice a podle lékařů život žádného z nich není ohrožen.[4] Nikdo se nepřihlásil k odpovědnosti za pumový útok v Belfastu, který se v minulosti stal symbolem ozbrojené konfrontace mezi severoirskými katolíky a protestanty.[4]
- 2. červenec – Británie a Irsko oznámily plán – nikoliv formální dohodu – ustavit koaliční severoirskou vládu a odzbrojit extremisty.[1][5]
- 4. červenec – Ve městě Portadown se konal kontroverzní pochod několika tisíc členů Oranžského řádu.[6]
- 5./6. červenec – Zhruba tři sta mladých protestantů se v noci pokoušelo proniknout na katolický hřbitov ve vesnici Drumcree v Severním Irsku.[7] Britským vojákům se podle svědků podařilo dav rozehnat gumovými projektily.[7] Protestanti se tak bouřili proti rozhodnutí severoirské nezávislé komise, která rozhodla, že členové Oranžského řádu nebudou moci příští týden na svém tradičním pochodu v Belfastu projít katolickou částí města.[7]
- 15. červenec – Dohoda z 2. července ztroskotala, když ji ulsterští unionisté odmítli a nedostavili se na zasedání parlamentu, kde měla být zvolená nová vláda.[1][8]
- 14. srpen – Nejméně 19 policistů a šest demonstrantů bylo zraněno při střetech, které ráno vypukly v severoirském městě Belfastu mezi policií a skupinou asi 200 katolíků, kteří protestovali proti plánovanému protestantskému pochodu jejich čtvrtí.[9]
- 15. srpen – V severoirském městě Londonderry ráno vypukly incidenty a násilné akce, vyvolané pochodem protestantů městem předešlý den.[10]
- 6. září – Mírový vyjednavač USA George Mitchell ohlásil nové kolo mírových rozhovorů.[1]
- 17. listopad – IRA ohlásila připravenost odzbrojit, pokud se ustaví nová severoirská vláda.[1]
- 27. listopad – Probritští unionisté podpořili zformování severoirské vlády z protestantů a katolíků.[1]
- 1. prosinec – Severní Irsko má novou vládu, konec sedmadvacetileté nadvlády Londýna.[1][11]
- 13. prosinec – Historické setkání irské a severoirské vlády v Belfastu.[1]

### 2000
- 6. únor – Exploze bomby v hotelu v severoirském hrabství Fermanagh.[1] IRA nadále odmítá složit zbraně, dokud Británie neskončí s nadvládou nad provincií.[1]
- 8. únor – Britský parlament začal projednávat návrh zákona o obnovení přímé vlády Británie v Ulsteru.[1]
- 11. únor – Britská vláda vyhlásila nad Ulsterem přímou vládu.[12][1]
- 15. únor – Irská republikánská armáda (IRA) přerušila kontakty s mezinárodní komisí pro odzbrojení v severoirském Ulsteru kvůli rozhodnutí britské vlády obnovit přímou vládu nad Ulsterem.[12][1]
- 6. květen – Irská republikánská armáda oznámila, že během několika týdnů zahájí proces, který zcela a ověřitelným způsobem „učiní její zbraně nepoužitelnými“.[13][14]
- 29./30. květen –  O půlnoci obnovily činnost severoirská vláda a parlament.[15]
- 11./12. červenec – Ve městě Larne poblíž Belfastu byl v noci zastřelen muž.[16] Podle nepotvrzených informací BBC se stal obětí vnitřního boje mezi radikálními protestanty.[16]
- 25. červenec – Jeden z nejobávanějších teroristů v Severním Irsku Michael Stone byl propuštěn z vězení Maze poblíž Belfastu.[17]